# Gonia rubiventris
Gonia rubiventris là một loài ruồi trong họ Tachinidae.